# 千菅春香
千菅春香（日语：／ Chisuga Haruka，1992年1月23日—），日本岩手縣出身的女性歌手、聲優，dandelion所屬。在2012年9月7日公開的「Miss Macross 30」選考中，被選為Singer Wing（シンガー・ウィング）優勝，也即成為Macross 30周年新歌姬。

## 個人資料
- 身高：157cm
- 血型：A型
- 喜歡的食物：馬鈴薯、咖喱
- 興趣：散步
- 特技：鋼琴、瞬間入睡、椀子蕎麥（日语：わんこそば）（最高111碗）

## 人物簡介
- 幼年時期即開始學習鋼琴，從小在音樂環境中成長。
- 小學、初中時代，一直擔任學生會幹部，經常出席辯論會等活動。這個時期，因為憧憬成為播音員，每天都收聽收音機。
- 高中生時代，因為在深夜偶然看到水樹奈奈的LIVE而受到了強烈的衝擊，夢想成為歌手和聲優。
- 2012年9月7日，在超過4000人參加的「Miss Macross 30」選考中，被選為Singer Wing優勝，成爲Macross 30周年新歌姬。[2]
  - 高中时候深受「Macross F」的影响，正好又遇到「Miss Macross 30」的应募，于是寻思着「Macross，说不定我也能参与其中！」。因为很喜欢雪露的「妖精」，所以在最终选考的时候选了这首歌。因为之前完全没想到会胜出，所以在最终结果出来的时候，自己都感到很吃惊。

## 音樂作品

### 單曲
|            | 發售日        | 標題           | 規格編號 | 規格編號   | 最高位 |
| 初回限定盤 | 發售日        | 標題           | 通常盤   |            | 最高位 |
| ---------- | ------------- | -------------- | -------- | ---------- | ------ |
| 1st        | 2013年2月27日 |                | 不適用   | VTCL-35147 | 38位   |
| 2nd        | 2013年3月20日 |                | VTZL-61  | VTCL-35148 | 22位   |
| 3rd        | 2014年2月26日 |                | 不適用   | VTCL-35176 | 167位  |
| 4th        | 2014年7月23日 |                | 不適用   | VTCL-35186 | 98位   |
| 5th        | 2015年7月22日 |                | 不適用   | VTCL-35213 | 75位   |
| 6th        | 2016年4月27日 | -words of love | 不適用   | VTCL-35225 | 47位   |

### 專輯
|            | 發售日        | 標題 | 規格編號 | 規格編號   | 最高位 |
| 初回限定盤 | 發售日        | 標題 | 通常盤   |            | 最高位 |
| ---------- | ------------- | ---- | -------- | ---------- | ------ |
| 1st        | 2016年6月22日 | TRY! | VTZL-108 | VTCL-60427 | 47位   |

### 商業搭配
| 樂曲           | 商業搭配                                       | 時期   |
| -------------- | ---------------------------------------------- | ------ |
|                | 遊戲《超時空要塞30-聯繫銀河的歌聲-》片頭曲     | 2013年 |
|                | 遊戲《超時空要塞30-聯繫銀河的歌聲-》片尾曲     | 2013年 |
|                | 電視動畫《琴浦小姐》片尾曲                     | 2013年 |
|                | 電視動畫《幸福光暈 〜More Aggressive〜》片尾曲 | 2013年 |
|                | OVA《絕滅危愚少女 Amazing Twins》片頭曲        | 2014年 |
|                | OVA《絕滅危愚少女 Amazing Twins》片尾曲        | 2014年 |
|                | 電視動畫《桃心之劍》片頭曲                     | 2014年 |
|                | 電視動畫《創聖機械天使LOGOS》片尾曲            | 2015年 |
| -words of love | 電視動畫《學戰都市Asterisk》片尾曲             | 2016年 |

## 演出作品

### 電視動畫
2013年
- 我的妹妹哪有這麼可愛。（妖精）
- 幸福光暈 ～More Aggressive～（後輩）
- 噬血狂襲（D種、棚原夕步）
- 白色相簿2（築美）

2014年
- LoveLive!第二季（同學）
- Soul Eater Not!（春鳥鶇）
- M3〜其為黑鋼〜（軀、操作員B、操作員、田崎）
- 閃爍的青春（女學生）
- 魔彈之王與戰姬（侍女、小孩）
- 甘城輝煌樂園救世主（中城椎菜）
- 晨曦公主（女官、風之部族、季夏〈幼少〉）
- SHIROBAKO（坂木靜香、露西）

2015年
- 幸腹塗鴉（山崎陽菜、廣播）
- 晨曦公主（女、少女）
- 終結的熾天使（百夜米迦爾〈幼少期〉、少女）
- 奏響吧！上低音號（管樂團成員、川島琥珀）
- 創聖大天使Logos（綺聲神心音）
- 偶像大師 灰姑娘女孩 2nd SEASON（松永涼）
- 重裝武器（少女）
- 學戰都市Asterisk（席爾薇雅·琉奈海姆）

2016年
- 無彩限的幻影世界（比力氣的幻影）
- 春太與千夏～春太與千夏共度青春～（成島美代子）
- 少女們向荒野進發（黑田砂雪）
- 學戰都市Asterisk 第2期（席爾薇雅·琉奈海姆）
- HUNDRED百武裝戰記（雅黎·哈雷夫）
- 發條精靈戰記 天鏡的極北之星（哈洛瑪·貝凱爾）
- 路人超能100（女學生）
- 奏響吧！上低音號2（花店店員）

2017年
- 小林家的龍女僕（少女）
- 月色真美（今津美羽）
- 偶像大師 灰姑娘女孩劇場 第2期（松永涼）

2018年
- 七大罪 戒律的復活（札涅莉）
- 殺戮的天使（瑞依[3]）
- 來玩遊戲吧（香純的姐姐、現充女子B、女學生、店員、遊戲聲音）

2019年
- 在地下城尋求邂逅是否搞錯了什麼II（三條野·春姬）
- 天華百劍 〜歡迎來到銘治館！〜（牛王吉光[4]）

2020年
- 在地下城尋求邂逅是否搞錯了什麼III（三條野·春姬）

2021年
- BLUE REFLECTION：澪（羽成瑠夏）
- 美少年偵探團（兔女郎）

2022年
- 在地下城尋求邂逅是否搞錯了什麼IV（三條野·春姬）
- 永久少年 Eternal Boys（佩佩[5]）

2024年
- 在地下城尋求邂逅是否搞錯了什麼V（三條野·春姬[6]）

2025年
- 學校沒教的重要事情（整太[7]、常盤理子[8]）

### OVA
2014年
- 絕滅危愚少女 Amazing Twins（愛）

2015年
- 晨曦公主（季夏〈幼少〉）

2016年
- 少女們向荒野進發（黑田砂雪）

2020年
- 在地下城尋求邂逅是否搞錯了什麼II OVA（三條野·春姬）

2021年
- 在地下城尋求邂逅是否搞錯了什麼III OVA（三條野·春姬）

2023年
- 偶像大師 灰姑娘女孩 U149（松永涼、長椅上的女性）※Blu-ray第4卷收錄

### 劇場版動畫
2015年
- UFO學園的秘密（森下夏實）

2017年
- 光之美少女 Dream Stars!（小森花惠）

2020年
- 劇場版 SHIROBAKO（坂木靜香[9]）

### 遊戲
2013年
- 超時空要塞 30 ～連繫銀河的歌聲～（米娜．佛爾坦）

2015年
- 偶像大師 灰姑娘女孩 星光舞台（松永涼）

2016年
- 少女們向荒野進發（黑田砂雪）
- 問答RPG 魔法使與黑貓維茲 (ノイン・ケーラ)

2017年
- 天華百劍-斬-（牛王吉光）

2020年
- ヒプノシスマイク -Alternative Rap Battle-（アミリア•百鬼）

2021年
- 魔法禁書目錄 幻想收束（三條野·春姬）
- 暗影詩章（閃耀的修女、禁書庫守衛）

## 腳注
1. ↑  「Miss Macross 30」選考官方網站. . 2012-09-07  [2012年9月7日]. （原始内容存档于2012-10-25）.
2. ↑  「Miss Macross 30」選考分為Singer Wing（シンガー・ウィング）和Actress Wing（アクトレス・ウィング）兩部分，共有超過4000人應募。其中約有550人應募Actress Wing，但未能選出優勝者，經過商定將「審査員特別賞」（デカルチャー賞）授予大阪府出身、19嵗的大学生片木ゆき；片木ゆき將參加Macross 30周年音樂劇「Macross The Musicalture」的演出。而千菅春香參與的是Singer Wing應募。
3. ↑  .   [2018-03-20]. （原始内容存档于2018-03-20）.
4. ↑  .   [2019-08-29]. （原始内容存档于2019-08-29）.
5. ↑  . Comic Natalie. 2022-08-17  [2022-08-17]. （原始内容存档于2022-08-18） （日语）.
6. ↑  . MANTANWEB. 2024-03-09  [2024-03-09]. （原始内容存档于2024-04-03） （日语）.
7. ↑  . Comic Natalie. 2025-05-20  [2025-05-20] （日语）.
8. ↑  . Comic Natalie. 2025-08-04  [2025-08-04] （日语）.
9. ↑  . 劇場版「SHIROBAKO」官方網站.   [2019-09-21]. （原始内容存档于2019-07-25）.

## 外部連結
- （日語） http://www.jvcmusic.co.jp/flyingdog/-/Artist/A024282.html（页面存档备份，存于）
- （日語） 千菅春香的網誌（页面存档备份，存于）
- （日語） 「Miss Macross 30」選考官方網站（页面存档备份，存于）
- （日語） 千菅春香的X（前Twitter）